# Agneta Lagerfelt
Gertrud Agneta Lagerfelt (senare Agneta Peters eller Agneta Peters-Lagerfelt), född 18 februari 1919 i Hedvig Eleonora församling i Stockholm, död 27 januari 2013 i Engelbrekts församling i Stockholm, var en svensk skådespelare.
Lagerfelt antogs till Dramatens elevskola 1940. Hon filmdebuterade i Hasse Ekmans Lågor i dunklet 1942 och kom att medverka i drygt tio filmer. Hon var från 1943 gift med skådespelaren och regissören Willy Peters, som avled 1976.
Hon är begravd på Norra begravningsplatsen utanför Stockholm.

## Filmografi
- 1942 – Lågor i dunklet
- 1942 – Bambi (röst)
- 1943 – En flicka för mej
- 1943 – Ungt blod
- 1943 – I dag gifter sig min man
- 1944 – Som folk är mest
- 1945 – Fram för lilla Märta
- 1945 – En förtjusande fröken
- 1946 – Kvinnor i väntrum
- 1946 – Kärlek och störtlopp
- 1946 – Djurgårdskvällar
- 1946 – Brita i grosshandlarhuset
- 1947 – Får jag lov, magistern!
- 1951 – Dårskapens hus

## Teater

### Roller (ej komplett)
| År   | Roll               | Produktion                                                                      | Regi               | Teater         |
| ---- | ------------------ | ------------------------------------------------------------------------------- | ------------------ | -------------- |
| 1942 | Fröken Wilcox      | Ut till fåglarna (George Washington Slept Here) George S. Kaufman och Moss Hart | Alf Sjöberg        | Dramaten       |
| 1942 | Medverkande        | Revytidningen Nya Taggen, revy Staffan Tjerneld                                 | Per-Axel Branner   | Nya Teatern    |
| 1943 | Huguette Salvat    | Jag har rätt att älska (La femme en fleur) Denys Amiel                          | Per-Axel Branner   | Nya Teatern    |
| 1943 | Dottie Coburn      | Sex i elden (Out of the Frying Pan) Francis Swann                               | Per-Axel Branner   | Nya Teatern    |
| 1944 | Medverkande        | Tredje taggen, revy Staffan Tjerneld                                            | Per-Axel Branner   | Nya Teatern    |
| 1944 | Johanna Jarrow     | Ja och nej (Yes and No) Kenneth Horne                                           | Per-Axel Branner   | Nya Teatern    |
| 1944 | Mrs Violet Bradman | Min fru går igen (Blithe Spirit) Noël Coward                                    | Per-Axel Branner   | Nya Teatern    |
| 1945 | Nichette           | Kameliadamen (La Dame aux camélias) Alexandre Dumas d.y.                        | Per-Axel Branner   | Nya Teatern    |
| 1946 | Lilian             | Pat reagerar (Junior Miss) Jerome Chodorov och Joseph Fields                    | Håkan Westergren   | Blancheteatern |
| 1946 | Gilberte           | Vår i september (Le Printemps des au tres) Jean Jacques Bernard                 | Gunnar Olsson      | Blancheteatern |
| 1946 | Dolly              | Man kan aldrig veta (You Never Can Tell) George Bernard Shaw                    | Harry Roeck-Hansen | Blancheteatern |
| 1947 | Carol Ashton       | Brigadoon Alan Jay Lerner och Frederick Loewe                                   | Per-Axel Branner   | Oscarsteatern  |
| 1952 | Poussière          | I kväll i Samarkand (Ce soir a Samarcande) Jacques Deval                        | Per Gerhard        | Vasateatern    |

## Radioteater

### Roller
| År   | Roll       | Produktion                           | Regi        |
| ---- | ---------- | ------------------------------------ | ----------- |
| 1945 | Eva Fagert | Blotta misstanken Karl Ragnar Gierow | Alf Sjöberg |

### Fotnoter
1. ↑  Hitta graven
2. ↑  SvenskaGravar
3. ↑  ”Revytidningen Nya Taggen”. Musik- och Teaterbiblioteket. https://calmview.musikverk.se/CalmView/Record.aspx?src=CalmView.Performance&id=PERF13948&pos=789. Läst 9 mars 2025.
4. ↑  ”Jag har rätt att älska”. Musik- och Teaterbiblioteket. https://calmview.musikverk.se/CalmView/Record.aspx?src=CalmView.Performance&id=PERF13993&pos=959. Läst 12 mars 2025.
5. ↑  ”I evighet amen”. Musik- och Teaterbiblioteket. https://calmview.musikverk.se/CalmView/Record.aspx?src=CalmView.Performance&id=PERF13994&pos=960. Läst 12 mars 2025.
6. ↑  Oscar Rydqvist (26 maj 1943). ”'Sex i elden' på Nya teatern”. Dagens Nyheter:  s. 10. https://arkivet.dn.se/tidning/1943-05-26/141/10. Läst 12 mars 2025.
7. ↑  ”Tredje Taggen”. Musik- och Teaterbiblioteket. https://calmview.musikverk.se/CalmView/Record.aspx?src=CalmView.Performance&id=PERF14000&pos=965. Läst 14 mars 2025.
8. ↑  Oscar Rydqvist (12 februari 1944). ”'Tredje Taggen' på Nya Teatern”. Dagens Nyheter:  s. 9. https://arkivet.dn.se/tidning/1944-02-12/11161-41/9. Läst 14 mars 2025.
9. ↑  ”Ja och nej”. Musik- och Teaterbiblioteket. https://calmview.musikverk.se/CalmView/Record.aspx?src=CalmView.Performance&id=PERF14001&pos=966. Läst 14 mars 2025.
10. ↑  Sten af Geijerstam (3 september 1944). ”Teater Musik Film: 'Ja och nej' på Nya Teatern”. Dagens Nyheter:  s. 14. https://arkivet.dn.se/tidning/1944-09-03/11161-239/14. Läst 14 mars 2025.
11. ↑  ”Min fru går igen”. Musik- och Teaterbiblioteket. https://calmview.musikverk.se/CalmView/Record.aspx?src=CalmView.Performance&id=PERF14003&pos=968. Läst 14 mars 2025.
12. ↑  Sten af Geijerstam (3 november 1944). ”Teater Musik Film: Noel Coward-fars på Nya teatern”. Dagens Nyheter:  s. 11. https://arkivet.dn.se/tidning/1944-11-03/11161-300/11. Läst 14 mars 2025.
13. ↑  ”Kameliadamen”. Musik- och Teaterbiblioteket. https://calmview.musikverk.se/CalmView/Record.aspx?src=CalmView.Performance&id=PERF14005&pos=970. Läst 15 mars 2025.
14. ↑  ”Pat regerar”. Musikverket. http://calmview.musikverk.se/CalmView/Record.aspx?src=CalmView.Performance&id=PERF22231&pos=139. Läst 24 april 2016.
15. ↑  ”Vår i september”. Musikverket. http://calmview.musikverk.se/CalmView/Record.aspx?src=CalmView.Performance&id=PERF22232&pos=140. Läst 24 april 2016.
16. ↑  ”Man kan aldrig veta”. Musikverket. http://calmview.musikverk.se/CalmView/Record.aspx?src=CalmView.Performance&id=PERF22234&pos=142. Läst 24 april 2016.
17. ↑  ”Brigadoon”. Musikverket. http://calmview.musikverk.se/CalmView/Record.aspx?src=CalmView.Performance&id=PERF25006&pos=14. Läst 3 juni 2015.
18. ↑  ”I kväll i Samarkand”. Musikverket. http://calmview.musikverk.se/CalmView/Record.aspx?src=CalmView.Performance&id=PERF14105&pos=462. Läst 5 maj 2016.
19. ↑  ”Radioprogrammet”. Dagens Nyheter:  s. 28. 20 januari 1945. http://arkivet.dn.se/arkivet/tidning/1945-01-20/18/28. Läst 6 februari 2016.